# Shinshinotsu
Shinshinotsu (新篠津村, Shinshinotsu-mura) és un poble i municipi de la subprefectura d'Ishikari, a Hokkaido, Japó. Shinshinotsu és el municipi més petit i menys poblat de la subprefectura així com l'únic d'aquesta que té la consideració de "poble". Shinshinotsu forma part de l'àrea metropolitana de Sapporo.

## Geografia
El municipi de Shinshinotsu es troba l'est de la subprefectura d'Ishikari, limitant dins d'aquesta amb els municipis d'Ebetsu i Tōbetsu. També limita amb els municipis d'Iwamizawa i Tsukigata, a la subprefectura de Sorachi. Per la part est del terme municipal de Shinshinotsu passa el riu Ishikari.

## Història

### Cronologia
- 1895: El poble de Shinshinotsu s'escindeix del municipi de Shinotsu, també poble i actualment dins d'Ebetsu.
- 1915: La vila de Shinshinotsu es declarada poble de segona classe.[1]

## Agermanaments
- Yūbetsu, subprefectura d'Okhotsk, Hokkaido, Japó.[2]